# The 13th Warrior
The 13th Warrior (El decimotercer guerrero en inglés, titulada en España como El guerrero número 13 y en Hispanoamérica como Trece guerreros) es una película estadounidense realizada en 1999, basada en el best-seller Devoradores de cadáveres del escritor Michael Crichton (escritor de Parque Jurásico y  El Mundo perdido entre otras obras). La película se convirtió en un desastre económico perdiendo 91,4 millones de euros (sobre la base de la inflación actual).

## Sinopsis
Es una película de aventuras que narra la historia de Ahmad ibn Fadlan —interpretado por Antonio Banderas—, alfaquí árabe expulsado de su tierra tras una relación amorosa con la mujer de un importante hombre del califato. Como castigo, es enviado como embajador del califa ante los pueblos del norte, presumiblemente vikingos. En el trayecto se une a un grupo de nórdicos que se dirigen a defender a un pueblo atacado por una tribu de hombres bestia conocidos como los wendols. La inclusión de Ibn Fadlan en el grupo se debe a que una hechicera  determina que han de acudir 13 guerreros a rescatar al pueblo, y que el guerrero número 13 debe ser extranjero. Liderados por Bulywyf (Vladimir Kulich), la compañía se encamina al norte para combatir a los temibles atacantes del pueblo, que aprovechan la oscuridad de la noche para sus incursiones.

## Reparto
| Actor               | Personaje            |
| ------------------- | -------------------- |
| Antonio Banderas    | Ahmad ibn Fadlan     |
| Diane Venora        | Reina Weilew         |
| Vladimir Kulich     | Buliwyf              |
| Dennis Storhøi      | Herger               |
| Omar Sharif         | Melchisidek          |
| Anders T. Andersen  | Wigliff              |
| Richard Bremmer     | Skeld                |
| Tony Curran         | Weath                |
| Mischa Hausserman   | Rethel               |
| Neil Maffin         | Roneth               |
| Asbjørn 'Bear' Riis | Halga                |
| Clive Russell       | Helfdane             |
| Daniel Southern     | Edgtho               |
| Oliver Sveinall     | Niño                 |
| Sven Wollter        | Rey Hrothgar         |
| Albie Woodington    | Hyglak               |
| John DeSantis       | Ragnar               |
| Erick Avari         | Líder de la caravana |
| Maria Bonnevie      | Olga                 |
| Susan Willis        | Madre de los Wendol  |
| Yolande Bavan       | Guardián de la madre |

## Anacronismos
- La idea de que hubo hombres de Neanderthal supervivientes a la glaciación de Würm no está respaldada por el registro fósil.
- La alusión a la madre de los Wendol en la figurilla similar a la Venus de Willendorf, que no fue hecha por el hombre de Neanderthal.
- Si bien es cierto que la antropología moderna ha confirmado el canibalismo en el hombre de Neanderthal, en ningún caso este hábito se dio de la manera en la que se presenta en la película, sino más bien respondía a un rito religioso relacionado al culto a los muertos.
- La descripción de los ritos vikingos es incorrecta, específicamente en el caso del funeral que Ibn Fadlan presencia en el principio del relato.
- La letanía[n. 3] que entona Bulywyf antes de morir, y que se ve visto recitar a la esclava que va a ser sacrificada en la tumba de su padre, aunque totalmente histórica, solo era recitada por las concubinas destinadas al sacrificio en la ceremonia del funeral de un jefe vikingo. Esta escena es una de las mejor descritas en el manuscrito del árabe ibn Fadlan Las crónicas Ibn-Falan.[2]